# Mimule cardinale
Mimulus cardinalis
Espèce
Classification APG III (2009)
La mimule cardinale (Mimulus cardinalis) est une plante herbacée vivace de la famille des Scrophulariaceae, ou des Phrymaceae selon la classification phylogénétique. Originaire du sud-ouest des États-Unis et de Basse-Californie, elle est cultivée comme plante ornementale, notamment pour ses fleurs aux pétales très recourbés rouge orangé vif.

## Description
- Hauteur : 60 à 80 cm.
- Culture : Plante rustique qui demande un sol fertile et frais.
- Reproduction : par semis.